# オハイオ・プレイヤーズ
オハイオ・プレイヤーズ (Ohio Players) は、アメリカ合衆国のファンクバンド。ザップやスレイヴ、レイクサイドらと並んで、オハイオファンクの代表的なバンドでもある。メンバーには、シュガーフット、ジュニー、ビリー・ベック、ダイアモンドらがいた。ロバート・ワードも元メンバーだった。

## 来歴
1959年に結成された当時は「オハイオ・アンタッチャブルズ」という名称で、ロバート・ワード（ボーカル、ギター）、マーシャル・ロック・ジョーンズ（ベース）、コーネリアス・ジョンソン（ドラムス）、クラレンス・サッチ・サッチェル（サクソフォーン、ギター）、ラルフ・ピー・ウィー・ミドルブルックス（トランペット）といったメンバーが在籍していた。1960年代前半には、ファルコンズの「アイ・ファウンド・ア・ラヴ」のバックで演奏を行い、更にバンド名義でのデビュー・シングル「Love Is Amazing」も発表するが、ワードの脱退に伴いバンドは一度解散した。
その後、バンドは「オハイオ・プレイヤーズ」名義でニューヨークのレーベル「コンパス・レコード」のハウス・バンドとなり、同社からの「Trespassin'」、「It's a Cryin' Shame」といったシングルのリリースを経てキャピトル・レコードと契約し、1969年にファースト・アルバム『オブザヴェイション・イン・タイム』を発表した。1971年からはデトロイトのレーベル「ウェストバウンド・レコード」に所属し、アルバム『Pleasure』（1972年）からのシングル「ファンキー・ワーム」が小ヒットした。
1974年にはマーキュリー・レコードに移籍。以後、バンドはさらなる成功を収め、「ファイアー」と「愛のローラーコースター」の2曲がBillboard Hot 100で1位を記録した。
バンドはマーキュリーを離れた後もアリスタ・レコード、ボードウォーク・エンターテインメントなどのレーベルから作品を発表するが、1988年のアルバム『バック』を最後に、純粋な新作のリリースは途絶えた。ただし、その後もオハイオ・プレイヤーズ名義でのライブ活動は継続されており、1995年12月2日のアトランタ公演の模様は、1996年発売のライブ・アルバム『Ol'School』に収録された。
主要メンバーの一人であったリロイ・シュガーフット・ボナー（1960年代中期に加入）は、晩年にも「シュガーフッツ・オハイオ・プレイヤーズ」名義でのライブ活動を続けていたが、2013年1月26日に69歳で死去した。

## 影響
「ファンキー・ワーム」は後にN.W.Aの「ドープマン」、デ・ラ・ソウルの「ミー・マイセルフ・アンド・アイ」、クリス・クロスの「ジャンプ」を含む様々な曲でサンプリングが使用された。また、「エクスタシー」は1996年にジェイ・Zとノトーリアス・B.I.G.の「ブルックリンズ・ファイネスト」でサンプリングされた。
レッド・ホット・チリ・ペッパーズは1996年の映画『劇場版ビーバス&バットヘッドDO AMERICA』のサウンドトラックに「愛のローラーコースター」のカバーを提供し、全英シングルチャートで7位を記録するヒットとなった。

## ディスコグラフィ

### スタジオ・アルバム
- 『オブザヴェイション・イン・タイム』 - Observations in Time（1969年、キャピトル・レコード）
- Pain（1972年、ウェストバウンド・レコード）
- Pleasure（1972年、ウェストバウンド・レコード）
- Ecstasy（1973年、ウェストバウンド・レコード）
- 『スキン・タイト』 - Skin Tight（1974年、マーキュリー・レコード[10]）
- 『ファイアー』 - Fire（1974年、マーキュリー・レコード）
- 『ハニー』[11] - Honey（1975年、マーキュリー・レコード）
- 『コントラディクション』 - Contradiction（1976年、マーキュリー・レコード）
- Angel（1977年、マーキュリー・レコード）
- Mr. Mean（1977年、マーキュリー・レコード）
- Jass-Ay-Lay-Dee（1978年、マーキュリー・レコード）
- Everybody Up（1979年、アリスタ・レコード）
- Tenderness（1981年、ボードウォーク・エンターテインメント）
- Ouch!（1982年、ボードウォーク・エンターテインメント）
- Graduation（1984年、エア・シティ・レコード）
- 『バック』 - Back（1988年、トラック・レコード・カンパニー）

### ライブ・アルバム
- Ol'School（1996年、エッセンシャル・ミュージック）
- Jam（1996年、マーキュリー・レコード）
- Live 1977（2013年、ゴールデンレイン・レコード）

### コンピレーション・アルバム
- First Impressions（1972年、トリップ・レコード）
- Climax（1974年、ウェストバウンド・レコード）
- Gold（1976年、マーキュリー・レコード）